# هندسة النظم الحيوية

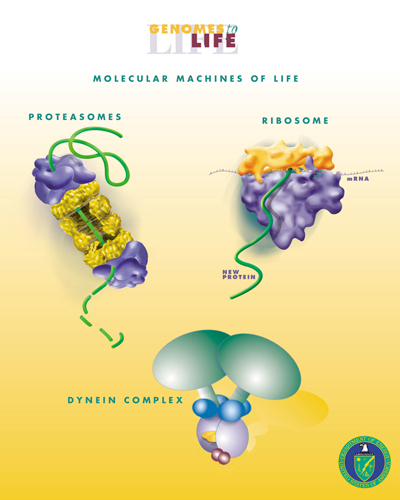
بعض الآلات الجزيئية البيولوجية

هندسة النظم الحيوية أو هندسة النظم البيولوجية هي تخصص هندسي واسع النطاق مع التركيز بشكل خاص على البيولوجيا والكيمياء.
يمكن اعتبار التخصص مجموعة فرعية من المفهوم الأوسع للهندسة البيولوجية أو التكنولوجيا الحيوية، ولكن ليس في النواحي التي تتعلق بالهندسة الطبية الحيوية حيث تميل هندسة النظم الحيوية إلى التركيز على التطبيقات الطبية أكثر من التركيز على الزراعة والنظم الإيكولوجية وعلوم الأغذية. أنه ينطوي على جوانب الهندسة الوراثية ، وخاصة فيما يتعلق بالتطبيقات الزراعية. يركز الانضباط على نطاق واسع على الحلول الهندسية السليمة بيئيا والمستدامة لتلبية احتياجات المجتمعات ذات الصلة بيئيا. تدمج هندسة النظم البيولوجية خبرة مجالات الهندسة الأساسية مع خبرة من تخصصات غير هندسية.